# Solen schultzeanus
Solen schultzeanus is een tweekleppigensoort uit de familie van de Solenidae. De wetenschappelijke naam van de soort is voor het eerst geldig gepubliceerd in 1850 door Dunker.